# Glenea hasselti
Glenea hasselti är en skalbaggsart som beskrevs av Conrad Ritsema 1892. Glenea hasselti ingår i släktet Glenea och familjen långhorningar. Inga underarter finns listade i Catalogue of Life.